# Revaz Lagidze
Revaz Lagidze (gruzijsko: რევაზ ილიას ძე ლაღიძე, Rewas Ilias Dse Laghidse), gruzijski skladatelj; * 10. julij 1921, Bagdadi; † 16. oktober 1981, Tbilisi, Gruzija.
Laghidse velja za enega najznamenitejših gruzijskih skladateljev. Še kot učenec je komponiral krajše skladbe za godalne kvartete. Po usposabljanju pri Luarsabu Jašwiliju je bil leta 1940 sprejet na glasbeni konservatorij v Tbilisiju. Priporočilo zanj je dal skladatelj Dmitri Arakišvili. Tam je študiral kompozicijo pri Andrii Balantschiwadzeju, bratu Georgea Balanchina. Leta 1948 je opravil izpite in nato zaključil aspirantski tečaj. Še kot študent se je pridružil gruzijski filharmoniji (1941–1945) in simfoničnemu orkestru gruzijskega radia (1945–1949). Leta 1951 je ustvaril tudi svojo prvo filmsko glasbo, in sicer za dokumentarni film Штурм одиннадцати вершин. Je tudi avtor ene najbolj znane gruzijske pesmi "Pesem o Tbilisiju".
Med letoma 1960 in 1962 je delal kot glasbeni urednik dokumentarnih filmov. Nato je vodil katedro za glasbo na Pedagoškem inštitutu v Tbilisiju, kjer je bil leta 1978 imenovan za profesorja, od leta 1964 pa je poučeval tudi na Tbilisijskem konservatoriju. Umrl je oktobra 1981, pokopan je na panteonu Didube v Tbilisiju. Po njem so v gruzijski prestolnici med drugim poimenovali glasbeno šolo in štipendijo Pedagoškega inštituta, kjer je poučeval. Od leta 2018 na ulici Baratashvili stoji tudi njegova skulptura.